# Mètode de la temperatura basal

Gràfics que mostren la relació entre TBC i la fertilitat

El mètode de la temperatura basal consisteix a portar un registre sistemàtic de la temperatura corporal al llarg del cicle menstrual.
Aquesta observació permet advertir un desnivell de temperatura -d'entre 2 i 5 dècimes de grau Celsius - produït per la secreció de progesterona a l'ovari després de l'ovulació. Aquest mètode només diagnostica la fase infèrtil postovulatòria i es considera el mètode anticonceptiu més efectiu dels anomenats naturals. Quan s'afegeix un càlcul per determinar una fase relativament infèrtil preovulatoria, a l'inici del cicle, es tracta del mètode cicle-tèrmic.
Cal utilitzar un termòmetre de gal·li o galinstan, ja que són més precisos que els termòmetres digitals. Es comença a prendre la temperatura el 5è dia del cicle, per via rectal o vaginal durant 3 minuts. Es mesura en despertar-se, abans de qualsevol activitat, després d'haver dormit un mínim de 3 hores. Les variacions d'una hora en el mesurament s'han de fer constar, ja que presa una hora més tard la temperatura pot pujar una dècima i una hora més aviat de l'habitual disminuir 1 dècima. També cal tenir en consideració aspectes que poden afectar la temperatura com un sopar notòriament més o menys abundant, refredats, ingesta d'alcohol, sortir de nit, presa de medicació, canvi de termòmetre, etc.
Quan una dona s'ha d'aixecar repetides vegades a la nit, haurà de descansar una hora abans de mesurar la temperatura. En cas de cerca d'embaràs, el primer test sol·licitat per l'especialista sol ser una gràfica de temperatura basal, ja que dos nivells de temperatura i la durada del nivell alt són indicatius d'ovulació i de qualitat del cos groc postovulatori.
Té una taxa d'error del 0,3% en ús perfecte i 3,1% en l'ús típic.